# 光明寺 (喜多方市)
光明寺（こうみょうじ）は福島県喜多方市にある浄土宗の寺院。山号は紫雲山、本尊は千手観音。
会津三十三観音第7番札所・熊倉観音（くまぐらかんのん）として知られる。

## 歴史
永正17年（1520年）、相模国鎌倉生まれの江月という僧が開基した。新編会津風土記によると、光明寺は浄土宗、山号を紫雲山といい、岩城国専称寺の末寺となる。天正年間（1573年〜1592年）に兵火に遭い焼失したが、幸い本尊の千手観音像のみ焼け残ったため、観音堂に安置し現在も祀られている。千手観音像は一尺七寸五分の像で、行基作とも慈覚作ともいわれており、当時から会津三十三所順礼の一つに数えられている。

## 文化財
- 本尊
  - 千手観音像 像高216.6cm

## 建造物

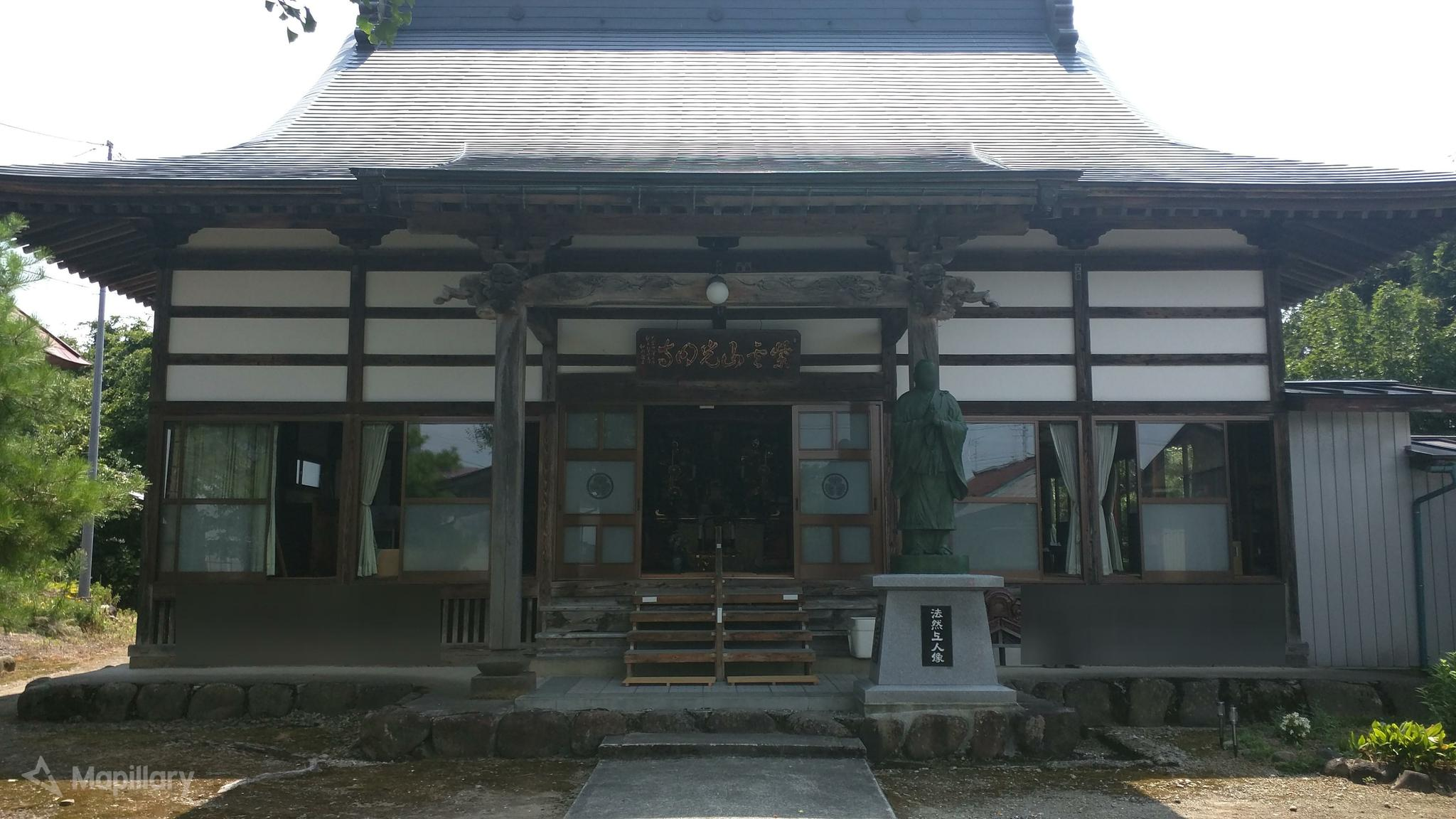
紫雲山光明寺本堂

- 本堂 木造平屋、屋根トタン葺
- 眷属仏堂
  - 観音堂 木造平屋、屋根トタン葺

## 祭礼
- 6月10日

## 御詠歌
- 故郷を はるばる出でて 熊倉の ほとけにまゐる 身こそ安けれ（ふるさとを はるばるいでて くまぐらの ほとけにまゐる みこそやすけれ）

## アクセス
公共交通機関
- 会津バス 若松 ⇒ 熊倉 ⇒ 喜多方（2016/4/1ダイヤ改正） 「熊倉学校前」下車 徒歩5分
- 磐越自動車道会津若松IC ⇒ 国道121号線を喜多方方面へ ⇒ 紫雲山光明時 熊倉観音(15分) ※会津縦貫道 会津若松北ICから塩川ICで下車しても可

## 周辺
付近の会津三十三観音札所
- 竹屋観音 - 会津三十三観音第八番札所[4]
- 勝観音 - 会津三十三観音第六番札所